# Middletown (Delaware)
|  | Dieser Artikel wurde aufgrund von inhaltlichen Mängeln auf der Qualitätssicherungsseite des Projektes USA eingetragen. Hilf mit, die Qualität dieses Artikels auf ein akzeptables Niveau zu bringen, und beteilige dich an der Diskussion! Eine nähere Beschreibung der zu behebenden Mängel fehlt. |

Middletown ist eine Stadt im New Castle County im US-Bundesstaat Delaware. Das U.S. Census Bureau hat bei der Volkszählung 2020 eine Einwohnerzahl von 23.192 ermittelt. 
Die geographischen Koordinaten sind: 39,45° Nord, 75,71° West. Das Stadtgebiet hat eine Größe von 16,6 km².
Die Stadt liegt etwa 10 Meilen südlich des Chesapeake & Delaware Canal und westlich des Highway 13, direkt an der Staatsgrenze zu Maryland. Die nächstgelegene größere Stadt ist Dover (Delaware), etwa 50 Meilen südlich gelegen. Etwa 8 Kilometer nördlich der Stadt befindet sich der Summit Airport (Delaware).

## Sehenswürdigkeiten
Eine Sehenswürdigkeit der Stadt ist die von Schotten gegründete und nach dem Nationalheiligen Schottlands, Andreas, benannte Privatschule "Saint Andrews". Eine gewisse Berühmtheit erlangte die Schule 1988/89 als Drehkulisse des Films "Der Club der toten Dichter".

## Persönlichkeiten
- John Hunn (* 1849 bei Middletown; † 1926 in Camden/Delaware), Politiker, Gouverneur des Bundesstaates Delaware
- Benjamin Gibbs Kohl (* 1938 bei Middletown; †  2010 in Betterton/Maryland), Historiker und Hochschullehrer